# Sarah Vaughan

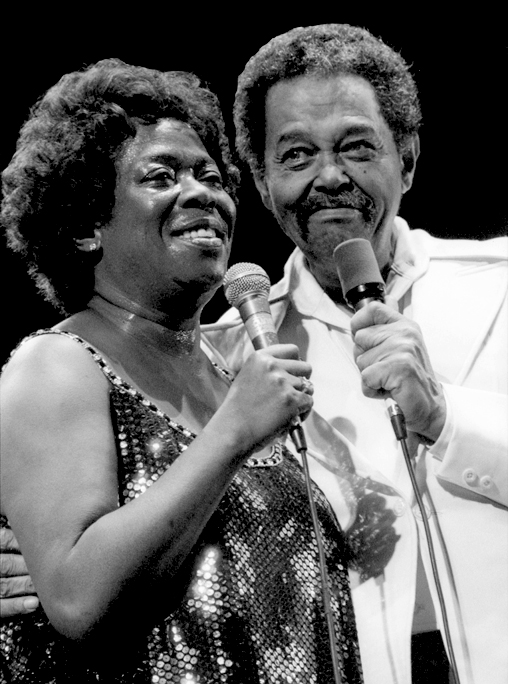
Sarah Vaughan és Billy Eckstine

Sarah Vaughan (Newark, New Jersey, 1924. március 27. – Hidden Hills, Kalifornia, 1990. április 3.) Grammy- és Primetime Emmy-díjas amerikai dzsesszénekesnő; széles hangterjedelemével és tökéletes előadókészségével Ella Fitzgerald és Billie Holiday mellett a valaha volt legnagyobbak egyike. Sarah Vaughan hatása igen jelentős volt az énekesek következő generációira.

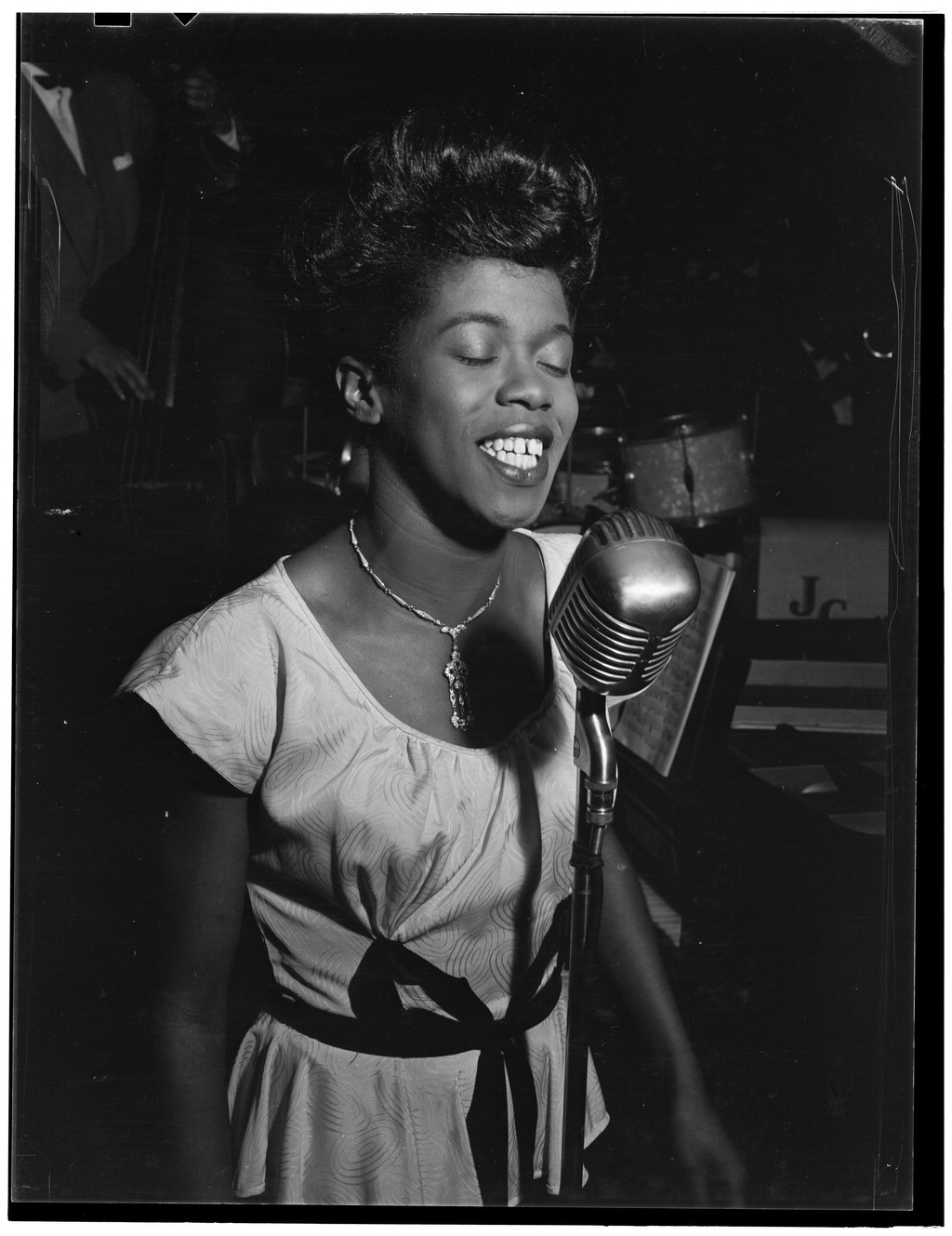

## Pályakép
Apja ácsmester volt, édesanyja pedig munkásnő egy mosodában. Gyermekkorában tíz éven át vett zongoraleckéket, énekelt a templomi kórusban, tizenkét évesen orgonálni kezdett. 1942-ben megnyert egy amatőr versenyt Harlemben. Billy Eckstine – énekes Earl Hines big bandjében – fedezte fel, és ebben az együttesben 1943-ban énekelni és zongorázni kezdett.
1944-ben Eckstine saját nagyzenekart hozott létre, ahol Vaughan Charlie Parkerral és Dizzy Gillespievel együtt muzsikált. A modern dzsessz ekkoriban született.
1947-ben feleségül ment George Treadwell trombitáshoz, aki a menedzsere lett. Lemezfelvételek és világ körüli turnék kezdődtek el. 1950-ben Miles Davisszel készített lemezt, amit aztán sok album követett, pop- és dzsesszzenei lemezek egyaránt. A hatvanas évekre, amikor népszerűsége csúcsára jutott, inkább népszerű, popzenei számokat énekelt. A hetvenes években kezdett ismét rendszeresen dzsesszt énekelni. Fellépett az 1974-es Monterey-i Dzsessz Fesztiválon.
1978-ban egy albumot készített Oscar Peterson, Joe Pass, Ray Brown és Louie Bellson kvartettjével, majd lemezre vette Duke Ellington szerzeményeit (Duke Ellington Songbook One).
1980-ban nagy koncertet adott a Carnegie Hallban. Egymást követték a koncertjei, lemezei, a legnagyobbakkal dolgozott együtt. Számtalan díjat nyert el, népszerűsége töretlen volt.

## Válogatott albumok
- Sarah Vaughan (1954)
- Lullaby of Birdland (1954)
- Sarah Vaughan With Clifford Brown (1954)
- My Kinda Love (1955)
- Sarah Vaughan In The Land Of Hi Fi (1955)
- After Hours With Sarah Vaughan (1955)
- Vaughan And Violins (1955)
- Great Songs From Hit Shows (1955)
- Sarah Vaughan Sings George Gershwin (1955)
- Great Songs From Hit Shows, Volume 2 (1956)
- Sarah Vaughan At The Blue Note (1956
- The Magic Of Sarah Vaughan (1956)
- Sarah Vaughan In Hi Fi (1956)
- Linger Awhile (1956)
- Sassy (1956)
- Swinging Easy (1957)
- Wonderful Sarah (1957)
- In A Romantic Mood (1957)
- Close To You (1957)
- Sarah Vaughan And Billy Eckstine Sing The Best Of Irving Berlin (1957)
- Sarah Vaughan At Mr. Kelly's (1958)
- After Hours At The London House (1958)
- No Count Sarah (1958)
- Songs Of Broadway (1959)
- Dreamy (1960)
- Divine One (1960)
- Count Basie – Sarah Vaughan (1961)
- After Hours (1961)
- Heart Sings (1961)
- You're Mine, You (1962)
- Snowbound (1962)
- The Explosive Side Of Sarah (1962)
- Star Eyes (1963)
- Sassy Swings The Tivoli (1963)
- Vaughan With Voices (1964)
- Viva Vaughan (1964)

### Dinah WashingtonnalésJoe Williamsszel
- We Three (1964)
- The Lonely Hours (1964)
- The World Of Sarah Vaughan (1964)
- Sweet ,N' Sassy (1964)
- Sarah Sings Soulfully (1965)
- Sarah Plus Two (1965)
- Mancini Songbook (1965)
- The Pop Artistry Of Sarah Vaughan (1966)
- New Scene (1966)
- Sassy Swings Again (1067)
- I'm Through With Love (1970)
- Sarah Vaughan & Michel Legrand (1972)
- Live In Japan (1973)
- Feelin' Good (1973)
- The Summer Knows (1973)
- A Time In My Life (1974)

Sarah Vaughan And The Jimmy Rowles Quintet (1975)

### Oscar Petersonnal, Joe Pass-szal,Ray Brownnalés Louie Bellsonnal
- How Long Has This Been Going On? (1978)
- Live At Ronnie Scott's (1978)

### Barney Kessellel és Joe Comforttal
- The Two Sounds Of Sarah (1981)
- Send In The Clowns (1978)
- Duke Ellington Songbook One (1979)
- I Love Brazil (1979)
- Songs Of The Beatles (1981)
- Copacabana (1981)
- Crazy And Mixed Up (1982)
- O, Some Brasileiro De (1984)